# Los Canquises
Los Canquises es un grupo de dos islas (Canquí de Abajo y Canquí de Arriba) que pertenecen a Venezuela. Administrativamente forman parte del Territorio Insular Francisco de Miranda (una división de las Dependencias Federales de Venezuela). Geográficamente se encuentran en el noroeste del archipiélago y parque nacional de Los Roques. Reciben ese nombre por las aves (flamencos) que utilizan temporalmente estos cayos. Se localizan al noreste de Cayo Carenero, al norte de lanquí y la ensenada de los Corales, al noroeste de Sarquí y Espenquí, y al oeste de los Cayos Noronquises.

## Islas
La más grande de las islas posee una superficie de 26,4 hectáreas o bien 0,264 kilómetros cuadrados y un largo de 3,1 kilómetros, la menor de los 2 islas tiene 6,27 hectáreas (0,062 kilómetros cuadrados) y 1,1 kilómetros de largo sin incluir los arrecifes. Para un total de 32,67 hectáreas (0,32 kilómetros cuadrados)
| Nombre           | Coordenadas                                 | Comentario                            |
| ---------------- | ------------------------------------------- | ------------------------------------- |
| Canquí de Abajo  | 11°54′46″N 66°50′17″O / 11.91278, -66.83806 | Isla principal y más grande, al oeste |
| Canquí de Arriba | 11°54′49″N 66°49′30″O / 11.91361, -66.82500 | Al este de Canquí de Arriba           |